# Санта-Клара-а-Велья
Санта-Клара-а-Велья (порт.  Santa Clara-a-Velha) — фрегезия (район) в муниципалитете Одемира округа Бежа в Португалии. 
Расположен на реке Мира. Территория — 99,42 км². Население — 780 жителей. Плотность населения — 7,8 чел/км².